# Transgènere
|  | No s'ha de confondre amb Transvestisme, Transformisme, o Transsexualitat. |

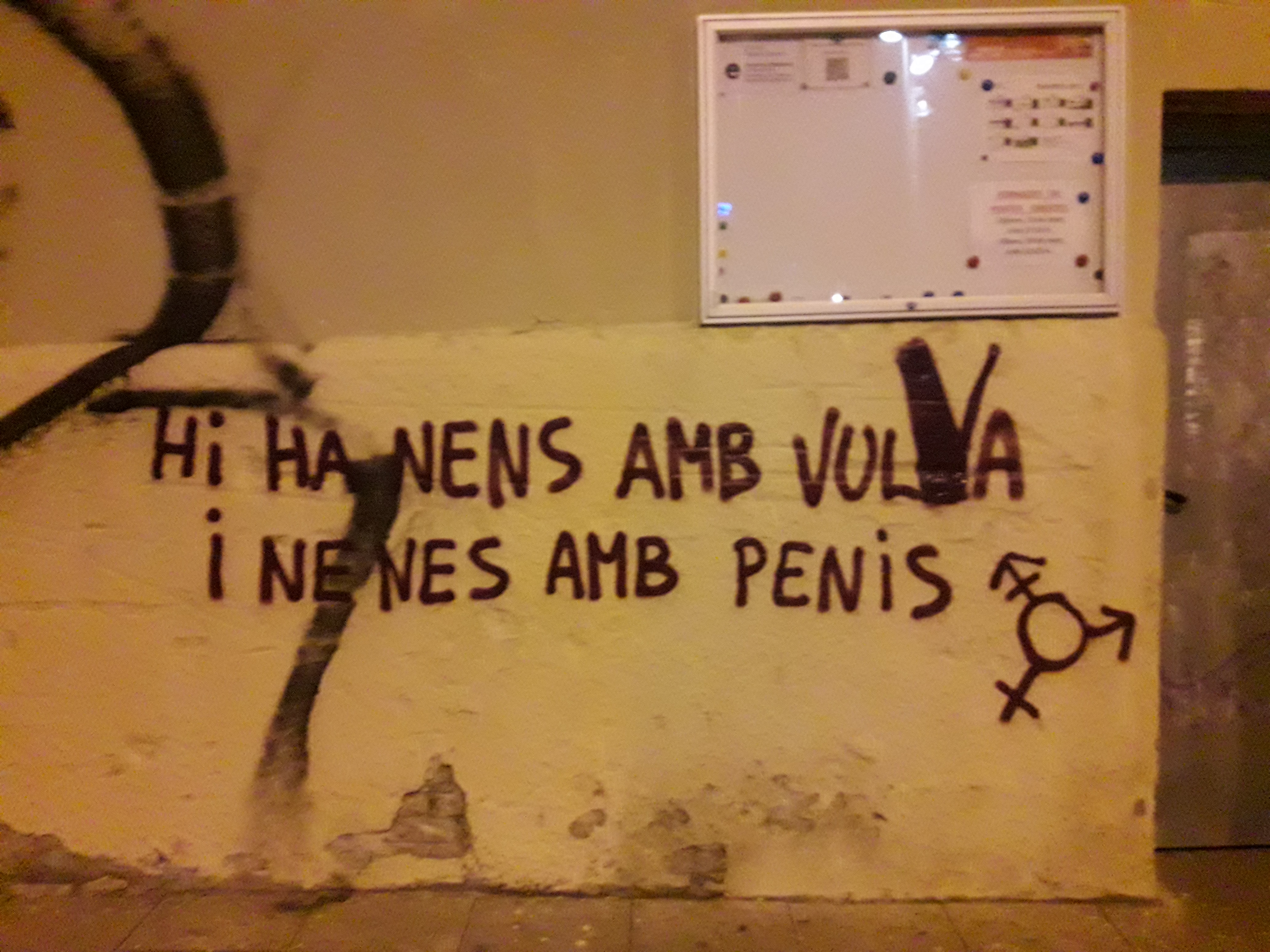
Grafit defensant els nens i les nenes transgènere

Les persones transgènere són persones que tenen una identitat de gènere diferent del seu gènere assignat en néixer. Per tant, les persones transgènere inclouen tant aquelles que són binàries (és a dir, que s'identifiquen amb el gènere masculí o amb el femení) com les no-binàries. Les persones transgènere de vegades es poden anomenar transsexuals, si desitgen assistència mèdica per a la seva transició.
Altres definicions associen la identitat de les persones trans amb un tercer gènere. De manera molt poc freqüent, transgènere inclou els transvestits, independentment de la seva identitat de gènere.
Ser transgènere és independent de l'orientació sexual: les persones transgènere poden ser heterosexuals, homosexuals, bisexuals, asexuals… També poden considerar que les etiquetes convencionals per referir-se a les orientacions sexuals són inadequades o inaplicables. El terme transgènere també es distingeix d'intersexual, un terme que descriu les persones nascudes amb caràcters sexuals que no es poden classificar en el sistema binari de mascle i femella.
El grau en el qual cada persona se sent genuïna, autèntica i còmoda amb la seva aparença externa i accepta la seva identitat de gènere s'anomena congruència transgènere. Moltes persones transgènere tenen disfòria de gènere, i algunes cerquen un tractament mèdic com la teràpia de substitució d'hormones, la cirurgia de reassignació de sexe o la psicoteràpia. No totes les persones transgènere volen aquests tractaments, i algunes no poden sotmetre-s'hi per raons econòmiques o mèdiques.
La majoria de persones transgènere pateixen discriminació a la feina, als llocs públics i als centres de salut. En molts llocs no estan legalment protegides de la discriminació.

## Evolució de la terminologia transgènere
El psiquiatre John F. Oliven de la Universitat de Colúmbia va inventar la paraula transgènere al seu llibre Sexual Hygiene and Pathology (1965), proposant que el terme que anteriorment havia utilitzat, transsexualitat, "és enganyós; de fet, 'transgenerisme' és el que volia dir, perquè la sexualitat no és un factor major en el transvestisme." Llavors, el terme transgènere es va popularitzar amb diverses definicions de diferents persones transgènere, transsexuals i transvestides, incloent Virginia Prince, que el va utilitzar al número de desembre de 1968 a Travestia, una revista per transvestits que ella mateixa va fundar. A meitats de la dècada dels 70 tant transgènere com gent trans s'utilitzaven com a termes genèrics, i "transgenerista" s'utilitzava per descriure les persones que volien viure com el gènere considerat oposat sense la teràpia de reassignació de sexe. El 1976, transgenerista s'abreujava com a TG en materials educatius.
El 1984 va desenvolupar-se el concepte de "comunitat transgènere", en la qual transgènere s'utilitzava com un terme genèric. El 1985, Richard Elkins va establir el "Trans-Gender Archive" (Arxiu Trans-Gènere) a la Universitat d'Ulster. El 1992, la Conferència Internacional sobre Legislació i Política d'Ocupació Transgènere va definir transgènere com un terme genèric en expansió que incloïa "transsexuals, transgeneristes, transvestits" i qualsevol persona fent la transició. El pamflet de Leslie Feinberg, "Transgender Liberation: A Movement Whose Time has Come" (Alliberament transgènere: un moviment el temps del qual ha arribat), publicat el 1992, parlava de transgènere com un terme per unificar totes les formes de disconformitat de gènere; d'aquesta manera, transgènere ha esdevingut sinònim de quetranssexualitater.

### Terminologia actual
Actualment, el terme correcte és transgènere o la seva versió abreujada trans. Home trans es refereix a una persona a la qual li va ser assignat el gènere femení en néixer però s'identifica com a home. Dona trans descriu el procés a la inversa. Aquests termes són adjectius, no substantius (per exemple, "En Joan és transgènere" o "En Joan és un home transgènere", i no pas "En Joan és un transgènere").
La transició o trànsit és el procés pel qual una persona trans passa a viure segons les expectatives del gènere amb el qual s'identifica. Això pot implicar canviar l'expressió de gènere, els caràcters sexuals o qualsevol altra característica.
Genderqueer (també anomenat no-binari) és un anglicisme que fa referència a les persones que s'identifiquen amb un gènere que no és ni el masculí ni el femení. També són utilitzats com a adjectius.
Les persones que no són ni transgènere ni genderqueer, és a dir, les persones que senten que la seva identitat correspon al sexe i gènere que se'ls va assignar en néixer, s'anomenen cisgènere.

## Transsexual i la seva relació amb transgènere
El terme transsexual va ser introduït a l'anglès el 1949 per David Oliver Cauldwell i popularitzat per Harry Benjamin el 1966, al mateix temps que transgènere va ser inventat i començà a estendre's. Des dels anys 90, transsexual s'utilitza generalment per descriure el conjunt de gent transgènere que desitja una transició permanent cap al gènere amb el qual s'identifica i que busca assistència mèdica amb aquest propòsit.
Les distincions entre els termes transgènere i transsexual normalment es basen en la distinció entre gènere (psicològic o social) i sexe (físic). Així, la transsexualitat té més a veure amb els aspectes físics del sexe d'una persona, mentre que el fet de ser transgènere té més a veure amb el gènere psicològic d'una persona, així com les expectatives socials que acompanyen un rol de gènere concret. Moltes persones transgènere prefereixen la paraula transgènere i rebutgen transsexual. Per exemple, Christine Jorgensen va rebutjar públicament el terme transsexual el 1979, i en lloc d'això es va identificar a ella mateixa com a transgènere, dient que "el gènere no té res a veure amb els companys de llit sinó amb la identitat." Això es refereix a la percepció errònia que transsexual es relacionda d'alguna manera amb sexualitat, quan en realitat només té a veure amb la identitat de gènere. Tanmateix, algunes persones transsexuals estan en contra de ser incloses en el terme transgènere. Les definicions dels dos termes han canviat al llarg del temps.
Leslie Feinberg afirma que, per a algun(e)s, transgènere no és el terme utilitzat per autoidentificar-se, sinó una categoria imposada per observador(e)s per tal d'entendre altres persones. Tanmateix, aquestes afirmacions van ser rebatudes pel Programa de Salut Transgènere (THP) de Fenway Health a Boston. El programa fa notar que no hi ha definicions universalment acceptades, i la confusió de terminologia és usual perquè les paraules que eren populars a principis del segle xix podrien considerar-se ofensives actualment. El THP recomana que els metges preguntin als/les seus/seves client(e)s quina terminologia prefereixen, i que evitin el terme transsexual si no és que estan segurs que al client no li fa res.
Harry Benjamin inventà un sistema de classificació per a gent transsexual i transvestida, anomenat l'Escala d'Orientació Sexual (en anglès, Sex Orientation Scale, SOS), en el qual va assignar a les persones d'aquests col·lectius una categoria entre sis basant-se en les seves raons per transvestir-se i la urgència relativa de la seva necessitat, en cas de voler-la, per a l'operació de reassignació de sexe.

## Altres categories
A més dels homes i les dones trans, les identitats de gènere dels quals es consideren binàries, diverses identitats més estan incloses en les definicions més àmplies de transgènere. Aquestes inclouen les persones amb identitats de gènere que no són exclusivament masculines o femenines sinó que poden ser, per exemple, persones androgines, bigènere, pangènere o agènere (normalment s'agrupen amb el terme genderqueer o no-binari). Tot i que algunes referències defineixen transgènere tant àmpliament que inclouen el transvestisme, normalment aquesta activitat no està inclosa, igual que el fetitxisme travestista o les drag-queens i drag-kings.

### No-binari
Les identitats no-binàries —que no són exclusivament masculines o femenines, sinó que inclouen les identitats agènere, androgin, bigènere, pangènere o gènere fluid— també existeixen fora de la cisnormativitat. Bigènere i androgin són categories superposades; les persones bigènere es poden identificar amb un gènere diferent en diferents moments (gènere fluid) o amb els dos a la vegada (androgin). Són comunes algunes formes limitades d'androgínia (dones que porten pantalons, homes amb arracada) i no són vistes com un comportament transgènere. Androgin a vegades també s'utilitza com un sinònim mèdic per una persona intersexual. Les identitats no-binàries, igual que les binàries, són independents de l'orientació sexual.

### Transvestisme
Un transvestit és una persona que es vesteix amb la roba considerada pròpia dels individus d'un altre gènere. Els transvestits poden identificar-se amb un altre gènere, voler ser-lo o adoptar-ne el seu comportament típic i, generalment, no volen canviar per mitjans mèdics els seus cossos. La majoria de transvestits s'identifiquen com a heterosexuals. Les persones que es transvesteixen en públic poden tenir el desig de no ser identificats com a transvestits.
El terme transvestit és conceptualment diferent del fetitxisme travestista, ja que el fetitxisme travestista descriu la pràctica d'utilitzar roba d'un altre gènere amb finalitats fetitxistes. En terme mèdics, el fetitxisme travestista es diferencia del transvestisme utilitzant el codi 302.3 en el DSM i F65.1 en el CIM.

### Drag-kingsidrag-queens
Drag és un terme anglès que s'aplica a la vestimenta i el maquillatge que es porta en ocasions especials per actuar o entretenir, a diferència d'aquells que són transvestits o transgènere per altres raons. Els artistes drag tenen una llarga tradició en la cultura LGBT, i les seves actuacions poden ser teatrals, còmiques o grotesques. Generalment, el terme drag-queen s'aplica als homes que actuen com dones, drag-king s'aplica a les dones que actuen com homes i faux-queen s'aplica a les dones que actuen com a dones. Tanmateix, hi ha artistes drag de tots els gèneres i sexualitats que actuen per raons diverses.

### Intersexualitat
Les persones intersexuals tenen genitals o altres característiques físiques que no encaixen en les definicions típiques de mascle o femella. Tot i així, les persones intersexuals no tenen per què ser transgènere perquè no necessàriament tenen un sentiment de disconformitat amb el seu gènere assignat en néixer. Tanmateix, els problemes de les persones transgènere i de les intersexuals sovint se superposen, perquè tant unes com altres desafien les definicions típiques de sexe i gènere.

## Comunitat LGBT
Els conceptes d'identitat de gènere i identitat transgènere difereixen del d'orientació sexual. L'orientació sexual descriu l'atracció física que una persona sent cap a una altra persona, mentre que la identitat de gènere és el sentiment personal d'un mateix de ser un gènere o un altre. Les persones trans tenen més o menys la mateixa varietat d'orientacions sexuals que les persones cisgènere. Anteriorment, els termes homosexual i heterosexual s'utilitzaven incorrectament per etiquetar l'orientació sexuals de les persones transgènere basant-se en el seu gènere assignat en néixer. Actualment, la literatura professional sovint utilitza expressions com atracció cap als homes, atracció cap a les dones, atracció cap a qualsevol gènere (bisexual) o manca d'atracció (asexual) per descriure l'orientació sexual d'una persona sense fer referència a la seva identitat de gènere. Els terapeutes estan començant a entendre la necessitat d'utilitzar termes que respectin les preferències i identitats de gènere dels seus clients. Per exemple, una persona a la qual se li va assignar el gènere masculí en néixer, que fa la transició cap al gènere femení i sent atracció només cap als homes s'identificaria com a heterosexual.
Tot i la distinció entre orientació sexual i gènere, al llarg de la història la subcultura gay, lesbiana i bisexual era sovint l'únic lloc on les persones transgènere eren socialment acceptades en el rol de gènere al qual se sentien més còmodes, especialment quan una transició mèdica o legal era pràcticament impossible. Aquesta acceptació té una història complexa. De la mateixa manera que en la resta del món, la comunitat gay de les societats occidentals no van començar a distingir entre sexe i identitat de gènere fins a la dècada dels 70. Actualment, membres de la comunitat transgènere continua tenint problemes per seguir formant part del mateix moviment que les persones homosexuals o bisexuals. A més, sovint es treu importància en el rol que ha tingut la comunitat transgènere en la història dels drets LGBT.

### Orientació sexual de les persones transgènere
El 2015, el Centre Nacional per la Igualtat Transgènere (Estats Units) va dur a terme una enquesta sobre la discriminació de les persones trans. De les 27.715 persones trans i no-binàries que van fer l'enquesta, un 21% va dir que el terme que millor descrivia la seva orientació sexual era "queer", un 18% va dir "pansexual", un 16% va dir "gay", "lesbiana" o "homosexual", un 15% va dir "heterosexual", un 14% va dir "bisexual", i un 10% va dir "asexual".

## Salut

### Salut mental
La majoria dels professionals de la salut mental recomanen una teràpia pels conflictes interns sobre la identitat de gènere o per la incomoditat en el rol de gènere assignat, especialment si algú desitja fer la transició. Les persones que pateixen una discordança entre el seu gènere i el que els altres esperen d'elles, o la identitat de gènere de les quals entra en conflicte amb el seu cos, poden beneficiar-se de parlar sobre els seus sentiments amb una altra persona. Tanmateix, els estudis sobre la identitat de gènere i la seva relació amb la psicologia, així com el consens científic sobre fenomen, són relativament nous. El DSM-5 fa referència a això amb el terme disfòria de gènere i reforça la idea que ser transgènere no es considera una malaltia mental. El terme incongruència de gènere apareix a la Classificació internacional de malalties a l'apartat de condicions relacionades amb la salut sexual.
Les persones transgènere compleixen els requisits per una diagnosi del trastorn de la identitat de gènere "només si el fet de ser transgènere és causa d'angoixa o invalidesa." Aquesta angoixa s'anomena disfòria de gènere i es pot manifestar en forma de depressió o incapacitat de treballar i formar relacions sanes amb altres persones. Aquesta diagnosi sovint provoca malentesos perquè sembla que pugui implicar que totes les persones transgènere pateixen disfòria de gènere. Aquest malentès ha confós a moltes persones transgènere així com aquells que els critiquen o els defensen. Les persones trans que es troben còmodes amb el seu gènere i no senten cap frustració interna provocada directament per la seva identitat de gènere no tenen disfòria de gènere. El tractament per la disfòria de gènere serà aquell que pugui alleujar el sofriment i restaurar la normalitat en la vida de la persona afectada. Aquest tractament sovint consisteix en la transició de gènere.
La formació clínica no disposa de la informació rellevant necessària per ajudar els clients transgènere adequadament, fet que resulta en un gran nombre de practicants que no estan suficientment preparats per treballar amb aquestes persones. Molts professionals de la salut mental tenen molt poc coneixement sobre el tema. Els qui busquen ajuda d'aquests professionals sovint han d'educar-los sense rebre ajuda. Molts terapeutes que asseguren tenir coneixements d'aquests temes creuen que el trànsit d'un sexe a un altre (el model transsexual estàndard) és la millor o l'única solució. Aquesta sovint és bona per persones transsexuals però no sempre ho és per altra gent transgènere, especialment les persones no-binàries, que no s'identifiquen amb una identitat exclusivament masculina o femenina.
El reconeixement de la falta de formació clínica ha augmentat. Tanmateix, els estudis en els problemes específics als que s'enfronta la comunitat trans pel que fa a la salut mental s'han centrat en diagnosis i en les experiències dels clínics (i no en les experiències dels seus clients transgènere). Abans de la setena versió dels Standards of Care (SOC), era necessari tenir una diagnosi de trastorn de la identitat de gènere per poder procedir amb tractaments hormonals o amb l'operació de reassignació de sexe. La nova versió d'aquest document va disminuir la importància de la diagnosi i va emfatitzar la importància de la flexibilitat per atendre les necessitats de totes les persones transsexuals, transgènere o no conformes amb el seu gènere.
Les raons per buscar ajuda als serveis de salut mental varien segons la persona. Que una persona transgènere vulgui un tractament no significa necessàriament que la seva identitat de gènere sigui problemàtica. L'estrès emocional que implica patir la transfòbia fa que moltes persones transgènere vulguin un tractament per millorar la seva qualitat de vida. Moltes persones transgènere també necessiten un tractament per la depressió i l'ansietat causades per l'estigma lligat al fet de ser transgènere.
Un estudi del 2011 va concloure que un 41% de les persones transgènere s'intenta suïcidar. El percentatge era més alt entre les persones que havien patit discriminació en l'accés a l'habitatge o a serveis mèdics, assetjament físic o sexual, o rebuig per part de la família.

### Salut física
Hi ha procediments mèdics i quirúrgics per persones trans, tot i que la majoria de les persones transgènere descrites anteriorment no acostumen a passar per aquests tractaments. D'una banda, la teràpia de substitució hormonal per homes trans introdueix el creixement de la barba i masculinitza la pell, el pèl, la veu i la distribució del greix corporal. D'altra banda, la teràpia equivalent per les dones afavoreix el desenvolupament dels pits i feminitza la distribució del greix corporal.
La depilació làser o l'electròlisi elimina excessos de pèl en dones trans. Els procediments quirúrgics per les dones trans poden feminitzar la veu, la pell, la cara, la nou del coll, els pits, la cintura, les natges, i els genitals. Els procediments quirúrgics pels homes trans poden masculinitzar el pit, els genitals i retirar l'úter (histerectomia), els ovaris i les trompes de Fal·lopi.
El terme teràpia de reassignació de sexe s'utilitza com un nom genèric dels procediments físics necessaris per la transició. Es critica l'ús del terme "canvi de sexe" pel seu èmfasi en l'operació, i per això es prefereix "transició".

## Legislació als Països Catalans
Als territoris de parla catalana, els respectius governs han pres diverses iniciatives per millorar les condicions de vida de les persones trans.

### Catalunya
A Catalunya, el 10 d'octubre de 2014 es va aprovar la Llei per a garantir els drets de lesbianes, gais, bisexuals, transgèneres i intersexuals i per a erradicar l'homofòbia, la bifòbia i la transfòbia. El preàmbul de la llei indica que la seva finalitat és "promoure les condicions per tal que, els drets de les persones lesbianes, gais, bisexuals i transsexuals –LGBT–, així com dels grups dins els quals aquestes s'integren, siguin reals i efectius, facilitant la seva participació i representació en tots els àmbits de la vida social, i remoure els estereotips que afecten negativament a la percepció social de les persones LGBT." Aquesta llei va crear un òrgan consultiu i un altre de rector i coordinador de polítiques LGBT. La llei estableix una sèrie de drets per les persones del col·lectiu i detalla el règim d'infraccions i les seves respectives sancions.
Des del 2008, l'operació de reassignació de sexe està coberta per la sanitat pública. Tot i així, hi ha crítiques a la llarga durada de les llistes d'espera. Prèviament a aquestes legislacions hi havien situacions de greu discriminació en el territori del país.

### País Valencià
El 30 de març de 2017 es va aprovar, a les Corts Valencianes, la llei integral del reconeixement del dret a la identitat i a l'expressió de gènere. L'article 1 de la llei estableix que "té per objecte establir un marc normatiu adequat per a garantir el dret d'autodeterminació de gènere de les persones que manifesten una identitat de gènere sentida diferent de l'assignada en el moment del naixement" i que "regula els principis, mesures i procediments destinats a garantir els drets que aquesta reconeix per a totes les persones residents a la Comunitat Valenciana.".

### Illes Balears
El 30 de maig de 2016, el Parlament de les Illes Balears va aprovar la Llei 8/2016, de 30 de maig, per garantir els drets de lesbianes, gais, trans, bisexuals i intersexuals i per erradicar l'LGTBI fòbia. L'objecte d'aquesta llei és establir mesures per garantir la igualtat real i efectiva en l'exercici dels drets de les persones del col·lectiu LGBTI.

## Feminisme
Alguns corrents dins del feminisme donen suport a les persones transgènere, altres no.
Tot i que la segona onada feminista defensava la distinció entre sexe i gènere, algunes feministes creien que hi havia un conflicte entre la identitat transgènere i la causa feminista. Per exemple, pensaven que la transició d'home a dona treia valor a la identitat femenina i que les persones transgènere seguien els rols i estereotips de gènere tradicionals. Tanmateix, moltes feministes transgènere es veuen a elles mateixes com a contribuïdores al feminisme perquè qüestionen i subverteixen aquests rols tradicionals.
La tercera onada feminista i el feminisme contemporani generalment donen més suport a les persones transgènere.

## Sortida de l'armari
Hi ha una gran varietat d'opcions perquè una persona trans triï quan explica la seva identitat de gènere a la família, amics i altra gent. El fet que la discriminació i de la violència (les persones trans tenen un 28% més de probabilitats de ser víctimes de la violència) contra les persones trans siguin tan habituals, pot fer de la sortida de l'armari una decisió amb risc. La por a una resposta discriminatòria, com ser expulsat de casa quan encara s'és menor d'edat, és una causa per evitar la sortida de l'armari fins que la persona trans no ha arribat a la majoria d'edat. La manca d'acceptació d'un fill transgènere per part dels pares pot portar a un intent de fer que el seu fill torni a ser "normal" utilitzant serveis de salut mental per alterar la seva identitat de gènere.
L'internet té un rol significatiu en el procés de sortida de l'armari per les persones transgènere. Algunes ho fan primer en una identitat virtual, gràcies a la qual poden ser tractades amb el gènere amb el qual s'identifiquen abans d'arriscar-se als problemes que pot portar fer-ho al món real.

## Representació mediàtica

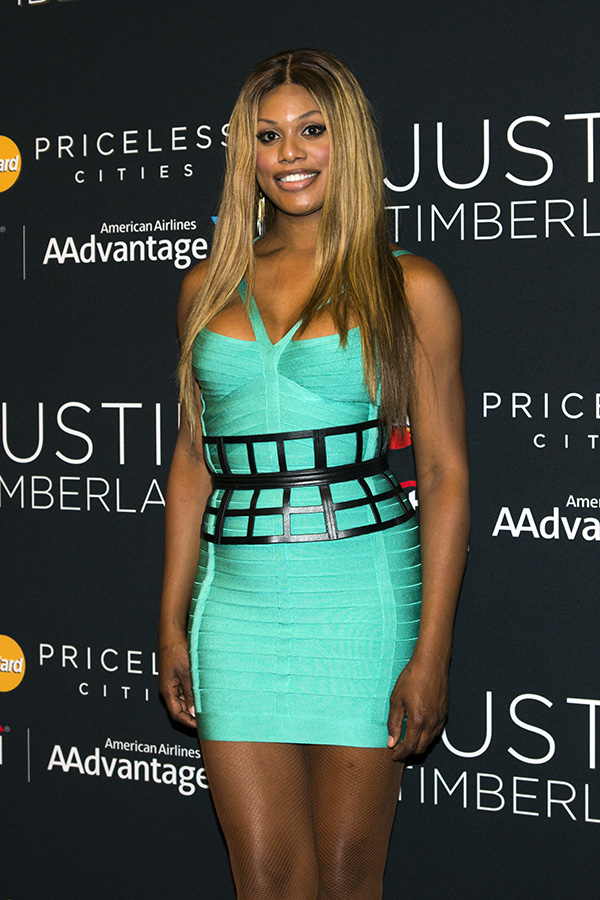
L'actriu trans Laverne Cox.

La manera com es representen les persones transgènere als mitjans de comunicació influeix sobre l'estigma associat al fet de ser trans. Sovint, però, només es representa un sector molt petit del col·lectiu transgènere. Això fa que sovint s'invisibilitzin les experiències d'una bona part del col·lectiu, com van denunciar algunes associacions després del documental Trànsit, menors transsexuals de TV3.

## Esdeveniments

### Dia internacional de la visibilitat transgènere
El Dia internacional de la visibilitat transgènere és una festa anual, que té lloc el 31 de març, dedicada a les persones transgènere i a fer créixer el coneixement de la discriminació que pateixen arreu del món. Aquest dia va ser instaurat per l'activista trans de Michigan Rachel Crandall, el 2009, per protestar contra la manca de dies festius LGBT dedicats a les persones transgènere, citant que l'únic dia conegut centrat en les persones trans era el Dia de la memòria transgènere, que recorda les víctimes transgènere de crims d'odi però no celebra els membres vius de la comunitat transgènere.

### Setmana de la sensibilització transgènere
La Setmana de la sensibilització transgènere (en anglès,Transgender Awareness Week), que normalment té lloc les primeres dues setmanes de novembre, és una celebració que acaba amb el Dia de la memòria transgènere. L'objectiu d'aquest element és educar sobre les persones transgènere i les qüestions relacionades amb la seva transició o identitat.

### Dia de la memòria transgènere
El Dia de la memòria transgènere té lloc cada 20 de novembre en honor de Rita Hester, que va ser assassinada el 28 de novembre de 1998, en un crim d'odi anti-transgènere. Aquest dia té les següents finalitats:
- Memorial de totes les víctimes de crims d'odi i prejudici.
- Sensibilització pels crims contra la comunitat transgènere.
- Honorar-ne les víctimes mortals i els seus familiars.[90]

### Desfilada Trans
Les Desfilades Trans són desfilades, protestes o trobades anuals que tenen lloc arreu del món, normalment durant la setmana de l'orgull local. Aquests esdeveniments sovint són organitzats per crear comunitat, lluitar pels drets de les persones trans i fer-les més visibles.

## Símbols

Bandera de l'orgull transgènere

Un símbol habitual de la comunitat transgènere és la bandera de l'orgull trans, dissenyada per Monica Helms i mostrada per primera vegada a Phoenix, Arizona, Estats Units, l'any 2000. La bandera consisteix en cinc franges horitzontals, dues blau clar, dues roses i una blanca al centre.

Helms descriu el significat de la bandera d'aquesta manera:
El blau clar és el color tradicionals pels nens nounats, el rosa és per les nenes, i el blanc al mig és per "aquells que estan en procés de fer la transició, aquells que senten que tenen un gènere neutre o que no tenen gènere", i aquells que son intersexuals. La disposició de les franges és aquesta perquè "independentment de com la posis, sempre serà la manera correcta. Això simbolitza els nostres intents de trobar la correcció en les nostres pròpies vides."
Altres símbols transgènere inclouen la papallona (que simbolitza una transformació o metamorfosi) o els símbols ⚥ i ⚧.